# Älvsbyns kommunvapen

Älvsbyns vapen har sin bakgrund hos såväl landskommunen som köpingen med samma namn, och det föll sig naturligt att det fastställdes för den nya kommunen när de slogs samman.

Älvsbyns kommunvapen innehåller en sol som symbol för guld och berg och vatten för naturen i Älvsbyns kommun.

## Blasonering
Blasonering: I blått fält en från av en vågskura bildad, blå stam uppskjutande, genomgående treberg av guld och över detta en sol av samma metall.

## Bakgrund
Solen är en äldre kemisk symbol för grundämnet guld, och används ofta i den betydelsen även inom heraldiken, så ock i Älvsbyns vapen. I Olaus Magni 1500-talsverk Carta Marina som visar Nordens geografi, antyds att det finns en guldfyndighet i området. Det har aldrig kunnat utrönas om denna fyndighet någonsin har existerat, men den fick ändå ge inspiration till vapnet. Treberget och vågskuran i vapnet syftar på Älvsbyns natur, närmare bestämt bergen och älven.
Vapnet komponerades av Riksheraldikerämbetet, från början med avsikt att det skulle stå för Älvsby landskommun. Innan det hann fastställas överlät landskommunen det 1948 på den nybildade Älvsbyns köping, som hade brutits ut ur landskommunen. Efter återföreningen av köping och landskommun 1969 registrerades vapnet enligt nya regler hos Patent- och registreringsverket 1974 för den sammanlagda Älvsbyns kommun.